# Szombathelyi Haladás
Szombathelyi Haladás este o echipă de fotbal din Szombathely, Ungaria care evoluează în Nemzeti Bajnoksac I.

## Jucători importanți
- Péter Halmosi
- Gábor Király
- Zoltán Szarka
- Ferenc Babati
- Csaba Balog
- Béla Illés
- Vladimir Koman
- Zoltán Halmosi
- András Kaj
- Nélio
- Leo
- György Garics
- Tibor Selymes